# Олгин
За едноименната провинция вижте Олгин (провинция).
Олгѝн (на испански: Holguín) е град в Югоизточна Куба, административен център на провинция Олгин. Намира се на 27 km на югозапад от брега на Атлантическия океан. Основан е през 1545 от испанския офицер Гарсия де Олгин, чието име носи. Населението му е 326 740 души (2004).